# 熊谷光紗
熊谷 光紗（くまがい みさ、1983年4月25日 - ）は、日本のラジオパーソナリティ。TBSラジオの元TBS954情報キャスター（現在のTBSラジオキャスター）。
現在はキャスティング・ボイス所属。

## 来歴
北海道出身。北海道札幌東高等学校・藤女子大学卒業。札幌東高在学中、FMアップルで高校生ラジオパーソナリティとしてデビュー。大学在学中にはFMアップルに加えAIR-G'などでも多数の番組に出演。大学卒業後上京し、TBS954情報キャスターとして『安住紳一郎の日曜天国』などに出演した。また、新崎真倫とともにTBSラジオの携帯サイトにて「くまりんずのなまら東京すごい部屋」コーナーを担当。2009年3月にTBS954情報キャスターを卒業。2011年からエフエム栃木のパーソナリティを務めている。2018年4月よりソラトニワ原宿のパーソナリティを務める。

## 出演

### ラジオ
- 安住紳一郎の日曜天国（｢お出かけリサーチ｣担当）
- 毒蝮三太夫のミュージックプレゼント
- クラブ954
- SA・KU・RA FM（RADIO BERRY）2011年2月2日～
- くまがいみさのNatural Saturday（ソラトニワ原宿）2018年4月7日～

### CM
- エヌ・ティ・ティ・ドコモ北海道
- ホーマック

### 舞台
- 「演劇集団ゼオン」の一員として出演、タイトル不明　赤塚ソナンタ 2009年8月2日